# Museu Martinitt i Stelline
El Museu Martinitt i Stelline és un museu d'art i història de la ciutat de Milà, dedicat als orfenats. La seva seu és a prop del Palau de les Stelline i es pot visitar gratuïtament.
Els Martinitt (diminutiu de Martì, el nom d'una església on vivien) i les Stelline (el nom d'un monestir que les allotjava) eren els orfes de Milà. Aquest museu mostra la seva història en relació amb la ciutat i l'art ciutadà. Va obrir el 2009 i està gestionat per Pio Albergo Trivulzio, la institució que va heretar el seu patrimoni.
Va ser un del primers museus multimèdia de la Llombardia, amb tauletes tàctils per a llegir els documents sobre la vita dels orfes. Hi ha també sales de consulta i estudi.